# Cuttyhunk-Leuchtturm
Der Cuttyhunk-Leuchtturm (Englisch: Cuttyhunk Light) war ein Leuchtturm an der westlichen Küste der Insel Cuttyhunk in Massachusetts, USA.
Das erste Leuchtfeuer auf der Insel, deren Küste für den Schiffsverkehr zwischen der Buzzards Bay im Norden und dem Vineyard Sound im Süden gefährlich ist, wurde im Jahr 1823 errichtet und hatte die Feuerhöhe von 16 Metern über dem Meeresspiegel. 1857 erhielt es eine Fresnel-Linse.
Ein neuer Leuchtturm entstand an der gleichen Stelle im Jahr 1891 und hatte einen 15 Meter hohen Turm. Das Bauwerk und das Wohnhaus des Leuchtturmwärters wurden vom schweren Atlantik-Hurrikan im Jahr 1944 beschädigt und 1947 von der amerikanischen Küstenwache abgebrochen. Als Ersatz errichtete die Aufsichtsbehörde einen Skelettturm aus Stahlfachwerk als Träger für das neue Licht. Der Turm wurde 2005 entfernt.